# Князь Андрей
«Князь Андрей» — российский исторический телесериал режиссёра Давида Ткебучавы об Андрее Боголюбском, главные роли в котором сыграли Александр Голубев, Александр Устюгов, Александр Балуев, Сергей Безруков, Аглая Шиловская, Борис Каморзин, Полина Чернышова, Артём Ткаченко. Его премьера состоится в 2025 году на телеканале «Россия-1».

## Сюжет
Действие телесериала происходит в середине XII века. Главный герой — князь Андрей Боголюбский, который покидает своего отца Юрия Долгорукого, чтобы править на северо-востоке Руси, во Владимиро-Суздальской земле. Ему удаётся расширить своё влияние на существенную часть Руси, построить каменные города и церкви, однако со временем у Андрея появляется всё больше врагов.

## В ролях
- Александр Голубев — Андрей Боголюбский
- Александр Устюгов
- Александр Балуев — Юрий Владимирович Долгорукий
- Сергей Безруков
- Аглая Шиловская
- Борис Каморзин
- Полина Чернышова
- Артём Ткаченко

## Создание и релиз
Съёмки телесериала начались летом 2024 года. Они проходили в Москве, Владимире, Суздале, Твери и Боголюбове. Многие сцены были сняты в исторических местах во Владимирской области: например, у храма Покрова на Нерли, построенной Андреем Боголюбским, была воссоздана пристань в древнерусском стиле, а по водам Нерли плавали ладьи. В массовке снимались местные жители. Для картины были воссозданы сотни предметов древнерусского быта. Об окончании съёмок стало известно в феврале 2025 года.
Премьера состоится в 2025 году на телеканале «Россия-1». Телесериал выйдет в онлайн-кинотеатре «Кинопоиск» и на медиаплатформе «Смотрим».